# Районы Турции
Ильче́ (тур. ilçe — район или округ) — административная единица второго уровня в Турецкой Республике.
Махалле́ (тур. mahalle — район внутри населённого пункта (см. также махалля); иные переводы, такие как квартал или микрорайон, являются не совсем точными) — административная единица третьего уровня в Турции.
Бёльге́ (тур. bölge — район) — географические районы, в который входят провинции (илы). В Турции всего 7 географических регионов, это сделано исключительно для статистических целей. 

Семь географических районов разделены серыми широкими границами; разными цветами обозначена 81 провинция (иль, другой вариант написания в русском тексте — ил), они, в свою очередь, разделены границами внутри цветных провинций на 922 ильче.

В настоящее время в Турции существует 81 иль (употребляется также вариант написания в русском тексте «ил» (il с тур. — «провинция»)), которые делятся на 922 ильче.
Во времена Османской империи и в первые годы Турецкой республики ильче называлась каза. В состав района может входить как урбанизированная территория, так и сельская местность, в зависимости от этого ильче разделяют на два типа: городские и сельские.
Один из районов иля является «центральным районом» (тур. merkez ilçe, меркез ильче), как правило, он имеет то же название, что и иль (но есть и исключения — например, административным центром иля Хатай является район Антакья). Главой центрального района является назначаемый вице-губернатор, прочие районы возглавляются каймакамами.
В каждом районе есть административный центр (тур. ilçe merkezi, ильче меркези — «районный центр»), где находится резиденция соответствующего районного каймакама, ответственного перед вали (губернатором) иля.
Каждый районный центр является муниципалитетом (тур. belediye, беледие), который возглавляется избираемым главой (тур. belediye başkanı, беледие башканы — «глава муниципалитета»). Муниципалитетами являются не только районные центры, но и другие городские поселения с населением от 5 до 20 тысяч человек. Такие поселения, в том числе районные центры, называются белде (тур. belde — «городок» или «городской округ»). В административном плане они подчиняются каймакаму того района, в границах которого находятся.
Нижней единицей административного деления района является деревня (тур. köy, кёй), во главе которой находится избираемый сельский староста (тур. köy muhtarı кёй мухтары), отвечающий за определённые административные вопросы (регистрация жителей и т. п.). Населённые пункты городского типа делятся на кварталы (тур. mahalle, махалле), здесь аналогичная должность называется «староста квартала» (тур. mahalle muhtarı, махалле мухтары).
Бывает, что белде становится крупнее районного центра того района, в границах которого находится; случается, что районный центр становится крупнее того центрального района, которому подчиняется. Наконец, в больших агломерациях (типа Стамбула или Измира) вводится дополнительный уровень административного деления — избираемый глава, которому подчиняются другие мэры и муниципалитеты.